# Clematis 'Constance'
Clematis 'Constance' (Констанс) — мелкоцветковый сорт клематиса из группы Alpina Group (по устаревшей классификации), Early Small Flowered, Atragene Group (по современной классификации).
Сорт назван в честь актрисы Констанс Коммингс (англ. Constance Cummings), друга семьи селекционера Кэтлин Гудман (англ. Kathleen Goodman).

## Описание сорта
Диплоид.
Высота 2—4 м, согласно другому источнику до 3 м.
Листья сложные, состоят из трех листочков, края зубчатые.
Цветки полумахровые, розово-красные, 2,5—5 см в диаметре. Лепестки 4—6 см.
Сроки цветения: апрель—май. Согласно другому источнику: апрель—май и повторное в июле—августе.
Цветение раннее и обильное. Летом и осенью украшен декоративными плодами.

## Агротехника
Местоположение любое.
Группа обрезки: 1 (не нуждается в обрезке).
Зона морозостойкости: 3b—9b.
Сорт устойчив и малотребователен. Рекомендуется для посадки у небольших хвойных или лиственных деревьев и кустарников. Может использоваться как почвопокровное растение. Подходит для выращивания в контейнерах.